# Івон Гужон
Івон Гужон (фр. Yvon Goujon, нар. 21 січня 1937, Лор'ян) — французький футболіст, що грав на позиції півзахисника. По завершенні ігрової кар'єри — тренер. Найбільш відомий за виступами в складі клубу «Сент-Етьєн», у складі якого став чемпіоном Франції та володарем Суперкубка Франції, а також у складі національної збірної Франції.

## Клубна кар'єра
Івон Гужон народився у 1937 році в місті Лор'ян. У дорослому футболі дебютував 1955 року виступами за команду «Сент-Етьєн», в якій грав до 1959 року, взявши участь у 83 матчах чемпіонату. У складі «Сент-Етьєна» був основним гравцем команди, та за цей час виборов титул чемпіона Франції та був володарем Суперкубка Франції.
З 1959 до 1960 року футболіст грав у складі клубу «Сошо», де також був гравцем основного складу. У 1961 році Гужон грав у складі команди «Лімож», проте ще в цьому ж році перейшов до складу клубу «Ренн», у якому грав до 1963 року. У 1963—1966 році футболіст грав у складі клубу «Руан», а в 1966—1969 роках грав у складі команди «Ангулем».
З 1970 до 1972 року Івон Гужон знову грав у складі команди «Лімож», після чого завершив виступи на футбольних полях.

## Виступи за збірну
У 1960 році Івон Гужон дебютував у складі національної збірної Франції. У складі збірної грав до 1963 року, провів у її формі 11 матчів, забивши 6 голів.

## Кар'єра тренера
Розпочав тренерську кар'єру, ще продовжуючи грати на полі, 1969 року, очоливши тренерський штаб клубу «Ангулем», у якому працював до 1970 року, після чого став головним граючим тренером клубу «Лімож». У 1972 році Гужон знову очолив клуб «Ангулем», у якому працював до 1973 року. У 1986—1987 роках французький тренер очолював збірну Народної Республіки Конго. Після 1987 року дані про тренерську роботу Івона Гужона відсутні.

## Титули і досягнення
- Чемпіон Франції (1):

«Сент-Етьєн»: 1956–1957
- Володар Суперкубка Франції (1):

«Сент-Етьєн»: 1957